# ميخائيل هيكس
ميخائيل هيكس (بالإنجليزية: Michael Hicks)‏ هو عالم موسيقى وملحن أمريكي، ولد في 22 مايو 1956.

## وصلات خارجية
- ميخائيل هيكس على موقع ميوزك برينز (الإنجليزية)